# Hans-Günter Merz
Hans Günter Merz (* 1947 in Tailfingen, auch bekannt als HG Merz) ist ein deutscher Architekt und leitete das Büro hg merz architekten museumsgestalter mit Sitz in Stuttgart und Berlin.

## Leben
HG Merz absolvierte sein Architekturstudium an der Universität Stuttgart und diplomierte 1975 mit Auszeichnung. Nach einer Stelle als wissenschaftlicher Mitarbeiter im Forschungsprojekt „Bauen mit Abfall“ an der Universität Kassel erhielt er ein DAAD-Stipendium für Feldstudien über experimentelles Bauen in den USA. 1981 gründete er in Stuttgart das Büro hg merz architekten museumsgestalter, dem 1993 eine Niederlassung in Berlin folgte. Neben der Erneuerung, Instandsetzung und Ergänzung vor allem denkmalgeschützter und sensibler Gebäude zählen Ausstellungs- und Museumsgestaltungen zu den primären Tätigkeitsbereichen des Büros.
1993 erhielt Merz die Professur für Ausstellungsgestaltung im Studiengang Visuelle Kommunikation an der Hochschule Pforzheim. 2008 wurde HG Merz auf die Professur für Entwerfen und Experimentelles Gestalten am Fachbereich Architektur der Technischen Universität Darmstadt berufen. 2014 wurde ihm von der TU Darmstadt die Ehrendoktorwürde verliehen. „Durch seine Entwürfe und Bauten belebt er den Genius Loci und schafft auratische Orte der Bildung, Kunst und Kultur“, so Werner Durth in der Laudatio.
Von 2013 bis 2017 war Hans-Günter Merz Vorsitzender des Universitätsrates der Bauhaus-Universität Weimar. Im Mai 2018 wurde Merz als neues Mitglied in die Sektion Baukunst der Berliner Akademie der Künste (AdK) gewählt. Seit Mai 2024 ist Merz Direktor der Sektion Baukunst der AdK, nachdem er zuvor bereits Vize-Sektionsleiter war.
Sein Werk wurde 2019 unter dem Titel Wildes Denken in der Architektur Galerie Berlin ausgestellt.

## Auszeichnungen (Auswahl)
- 2003 Deutscher Architekturpreis, Auszeichnung
- 2006 Deutscher Kritikerpreis
- 2006 Balthasar-Neumann-Preis
- 2006 Deutscher Stahlbaupreis
- 2007 Deutscher Architekturpreis
- 2011 German Design Award des Rats für Formgebung, Silber
- 2011 red dot communication design award
- 2012 Mies van der Rohe Award, Nominierung
- 2013 Focus Open Gold
- 2013 red dot communication design award

## Projekte (Auswahl)
- Zeppelin Museum Friedrichshafen (1993–1996)
- Umbau und Sanierung der Alten Nationalgalerie Berlin (1993–2001)
- Gedenkstätte Sachsenhausen: „Station Z“, Oranienburg (1998–2005)
- Schlesisches Museum zu Görlitz (1999–2006)
- Ausstellungskonzept Mercedes-Benz Museum Stuttgart (1999–2006)
- Schmuckmuseum Reuchlinhaus Pforzheim (2002–2006)
- European School of Management and Technology, Umbau des ehemaligen Staatsratsgebäudes der DDR, Berlin (2003–2006)
- Militärhistorisches Museum der Bundeswehr Dresden (2003–2010)
- Umbau und Sanierung der Staatsbibliothek Unter den Linden Berlin (2000–2021)
- Ausstellungskonzept und -gestaltung Porsche-Museum Stuttgart (2005–2008)
- Umbau und Sanierung Stasi Gedenkstätte Berlin-Hohenschönhausen, Berlin (2008–2012)
- Erweiterung und Grundinstandsetzung Staatsoper Unter den Linden, Berlin (2009–2015)
- neue Dauerausstellung des Ruhr Museums im Weltkulturerbe Zollverein, Essen (2005–2010)
- Kuration, Ausstellungskonzept und -gestaltung des Tirol Panorama Innsbruck (2007–2011)
- Ausstellungskonzept und -gestaltung der Kunstkammer des Kunsthistorischen Museums Wien (2010–2013)
- Richard-Wagner-Museum Bayreuth (2011–2015)
- Swarovski Kristallwelten, Ausstellungskonzept und -gestaltung für Unternehmensgeschichte und archäologische Fundstelle (2013–2015)[6]
- Rilke und Russland, Wanderausstellung für das Deutsche Literaturarchiv Marbach (2016–2018)